# حاتم قلعة (ديباج)
حاتم قلعة (بالفارسية: حاتم قلعه) هي قرية تقع في إيران في خراسان رضوي. يقدر عدد سكانها بـ 825 نسمة بحسب إحصاء 2016.